# Тайнственият остров
„Тайнственият остров“ (на френски: L'Île mystérieuse) е роман на френския писател Жул Верн, публикуван през 1874 г.
Книгата разказва за петима американски военнопленници, които по време на Гражданската война успяват да избягат с балон, който е отнесен от ураган на необитаем остров, на чийто терен започват да се случват необикновени неща.
Верн от дълго време е планувал да създаде история, вдъхновена от Робинзон Крузо, разказваща за група от хора, изоставени на самотен остров. Първият му опит в тази област е „Чичо Робинзон“, отхвърлен от издателя му Пиер Етцел, поради липсата на фантастични елементи. Втория опит на Верн задоволява повече Етцел и „Тайнственият остров“ е публикуван.

## Сюжет
Петима американски военнопленници успяват да избягат от обсадения Ричмънд, Вирджиния, с помощта на балон по време на Гражданската война. Спуканият балон е отнесен от ураган в открития Тихи океан. Пътниците едва успяват да се доберат до непознато островче, близо до по-голям остров. По време на кацането един от пътниците – инженера Сайръс Смит, заедно с неговото куче Тод, падат и изчезват във водите. Наб, верният чернокож слуга на Смит, не може да си примери със загубата на господаря си. Заедно с дописникът Джедеон Спилет организират неуспешно търсене, докато моряка Пенкроф и младия Хърбърт намират храна и временен подслон на другия остров.

## Персонажи
- Сайръс Смит – инженер и учен, надарен с изключителен интелект и храброст. Запазва спокойствие дори в най-кризисните ситуации. Слаб и жилав на 45 години.
- Джедеон Спилет – дописник на „Ню Йорк херълд“, натоварен със задачата да следи военните действия на северните войски. Упорит, предприемчив и бърз.
- Неб – чернокож, верен другар на Сайръс Смит. Роден от майка и баща роби. Израства като роб в имението на Смит. Освободен е от господари си, но остава при него.
- Бонавентюр Пенкроф – моряк, пропътувал всички морета по света. Предприемчив и решителен мъж на 35-годишна възраст. Висок и строен.
- Хърбърт Браун – петнадесетгодишно момче сирак, родом от Ню Джърси. Син на покойния капитан на Пенкрофт. Морякът отглежда момчето като свой собствен син.
- Топ – домашното куче на Сайръс Смит.